# Pond Ridge
Pond Ridge (englisch für Tümpelgrat) ist ein felsiger und abgeflachter Gebirgskamm im westantarktischen Ellsworthland. In den Jones Mountains erstreckt er sich vom Mount Loweth in nördlicher Richtung.
Die Mannschaft der University of Minnesota, die von 1960 bis 1961 die Jones Mountains erkundete, benannte ihn nach einem auf dem Gebirgskamm befindlichen kleinen Tümpel.